# Посольство России в США
Посо́льство Росси́йской Федера́ции в Соединённых Шта́тах Аме́рики (англ. Embassy of the Russian Federation to the United States) — дипломатическое представительство Российской Федерации в Соединённых Штатах Америки. Посольство находится в столице Соединённых Штатов Америки, городе Вашингтон, округ Колумбия.

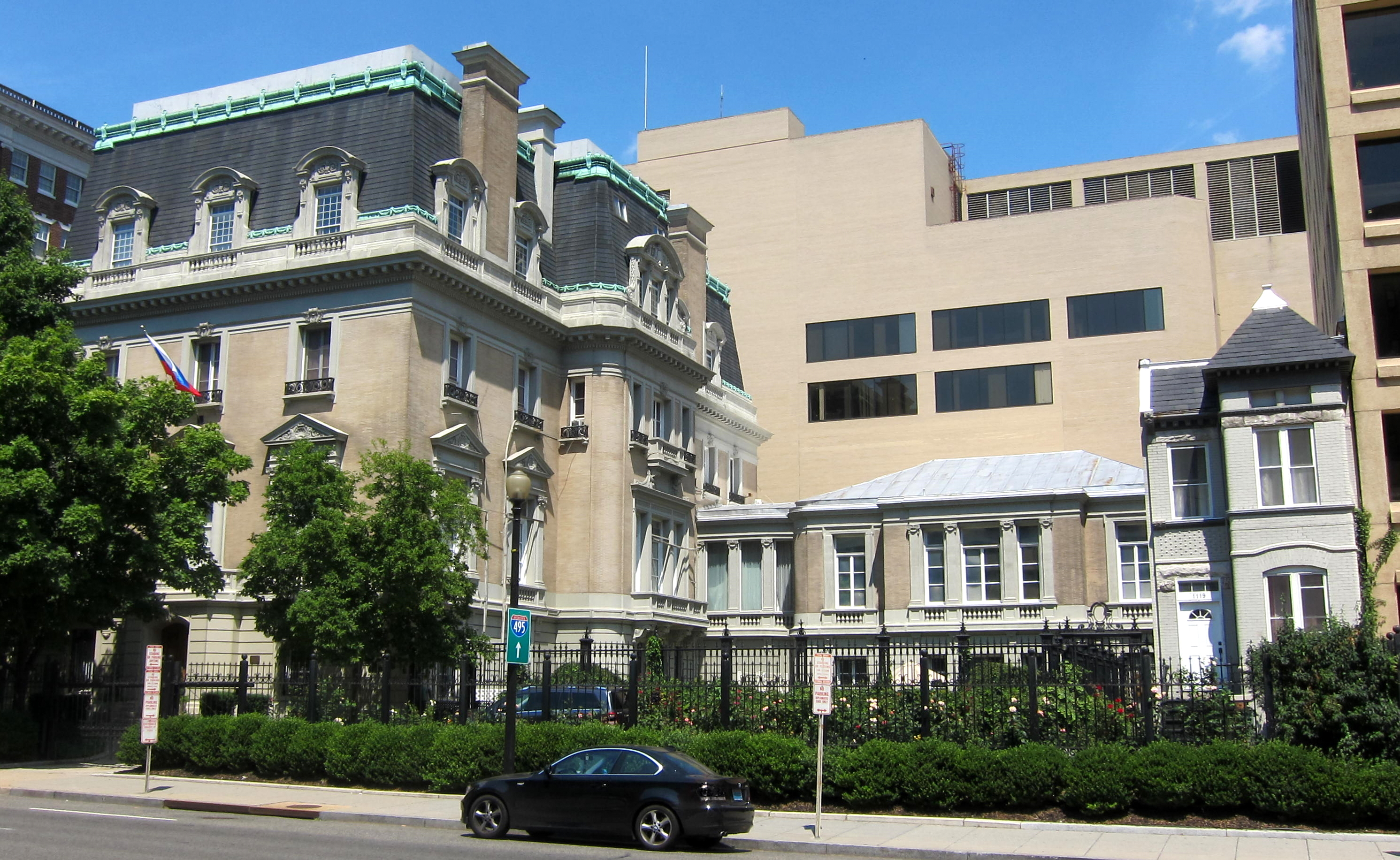
Резиденция Посла России в Вашингтоне. Здесь располагалось Посольство СССР и России до переезда в новое здание

Посольство Российской Федерации находится на территории в районе горы Альто, которая была сдана в аренду Правительству СССР на 85 лет на основании соглашения между СССР и США, заключённого в 1969 году. В 1972 году было подписано симметричное соглашение о передаче США в аренду такой же территории в Москве для нового посольства на тех же условиях. Второе соглашение также предусматривало, что обе стороны должны начать использовать свои новые здания одновременно.
Проект здания нового посольства был разработан известным советским архитектором Михаилом Посохиным, по проекту которого были построены Государственный Кремлёвский дворец и ряд других зданий в Москве. Жилой дом, школа, детский сад и спортивные площадки были возведены в 1979 году. Строительство административных зданий было закончено в 1985 году.
В конце 1980-х годов ФБР и Агентство национальной безопасности США построили тоннель под посольством для сбора информации в разведывательных целях. Однако тоннель не использовался в разведывательных целях в связи с тем, что агент ФБР Роберт Ханссен передал информацию о строительстве этого тоннеля в КГБ.
В сентябре 1994 года в ходе своего визита в США президент России Борис Ельцин совместно с президентом США Биллом Клинтоном торжественно открыли новое здание посольства России.
До 1994 года дипломатическая миссия СССР и России в Вашингтоне находилась в доме № 1125 по 16-й улице (англ. 16th Street) в Вашингтоне. Сейчас здесь находится резиденция посла России в США.
В 2020 выяснилось, что ФБР может прослушивать «снятую трубку» в посольстве при получении голосовых писем, когда Дональд Трамп смог добиться рассекречивания разговоров своего советника по национальной безопасности Майкла Флинна и российского посла Сергея Кисляка.